# Elżbieta Bednarczuk
Elżbieta Bednarczuk, z domu Kołodziejczyk (ur. 4 listopada 1946) – polska strzelczyni specjalizująca się w skeecie, medalistka mistrzostw świata.
Była zawodniczką Legii Warszawa. Po zakończeniu kariery została sędziną strzelecką i trenerką.
Bednarczuk zdobyła jeden medal mistrzostw świata. Osiągnięcia tego dokonała w 1986 roku w drużynie (wraz Dorotą Chytrowską-Mika i Alicją Wilczyńską), stając na trzecim stopniu podium. Zdobyła 138 punktów, co było najsłabszym rezultatem w zespole. 
Pięciokrotnie zdobywała medale mistrzostw Europy. Startując jeszcze pod panieńskim nazwiskiem wywalczyła złoto w 1973 roku z drużyną (wraz z Chytrowską i Iwoną Murańską), następnie została wicemistrzynią w roku 1978 (ten sam skład zespołu), ponownie mistrzynią w roku 1985 (z Chytrowską i Iloną Głydą), oraz wicemistrzynią rok później (z Chytrowską i Wilczyńską). W 1985 roku została też indywidualną wicemistrzynią Europy (186 punktów).